# CBS Corporation
CBS Corporation is een Amerikaans mediaconglomeraat. Op 31 december 2005 werd CBS Corporation afgesplitst van Viacom, destijds een van de grootste mediaconglomeraten ter wereld. CBS Corporation is sinds 2 januari 2006 effectief werkzaam geworden. 
Op 4 december 2019 zijn CBS Corporation en Viacom weer gefuseerd en gaan samen verder onder de naam ViacomCBS.

## Activiteiten
Het belangrijkste bezit van CBS Corporation is het naamgevende televisienetwerk, Columbia Broadcasting System (CBS). Verder heeft het kabel-tv activiteiten, Showtime Networks, en de uitgeverij Simon & Schuster. Per eind 2018 had het bedrijf 12.770 voltijdsmedewerkers in dienst en verder nog 4000 personen op projectbasis.
In 2018 was de totale omzet 14,5 miljard dollar, hiervan was ruim 40% advertentie-inkomsten, en ruim een kwart kwam van abonnementen en een vergelijkbaar aandeel had de verkoop van allerlei uitzendrechten. De omzetverdeling over de belangrijkste activiteiten was als volgt: Entertainment 70%, Cable Networks 15%, Publishing 6% en Local Media 13%. Van de omzet werd ruim 80% in de Verenigde Staten behaald, de twee belangrijkste buitenlandse markten waren Europa en Canada.
Van CBS Corporation stonden tot 4 december 2019 twee typen aandelen op de New York Stock Exchange genoteerd, A-aandelen met stemrecht (CBS.A) en B-aandelen zonder stemrecht (CBS). Per jaarultimo 2018 was 79,8% van de aandelen met stemrecht in handen van National Amusements, het economisch belang van National Amusement was zo'n 10,5%.

### Resultaten
| Jaar | Omzet  | Nettoresultaat |
| ---- | ------ | -------------- |
| 2014 | 12.519 | 2959           |
| 2015 | 12.671 | 1413           |
| 2016 | 13.166 | 1261           |
| 2017 | 13.692 | 357            |
| 2018 | 14.514 | 1960           |

## Geschiedenis

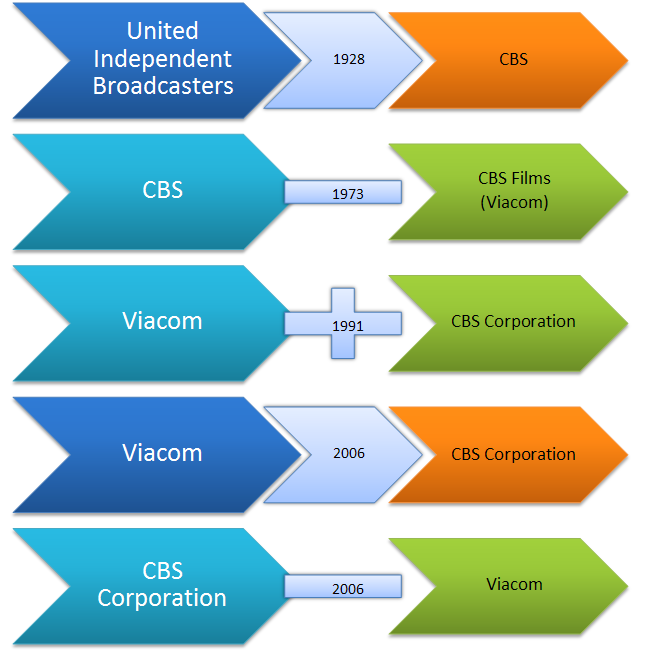
Tijdlijn

Op 14 juni 2005 bevestigde de Raad van Bestuur van Viacom, Inc. geruchten dat het bedrijf zich zal opsplitsen in twee nieuwe bedrijven. Een van de belangrijkste redenen die het bedrijf had om zichzelf op te delen, was dat de mediagroep in twee delen zich beter kan richten op de verschillende activiteiten. Tevens een van de doorslaggevende redenen was het feit dat Viacom in 2004 een groot verlies van US$ 17 miljard heeft geleden, voornamelijk door afschrijvingen op enkele televisienetwerken.
In het najaar van 2005 werd er een nieuw bedrijf opgericht door Viacom, genaamd New Viacom Corporation. Op 31 januari 2005 werd het bestaande Viacom, Inc. hernoemd naar CBS Corporation en werden de bezittingen die onder Viacom zouden doorgaan ondergebracht bij het nieuw opgerichte New Viacom Corporation. Op 1 januari 2006 werd deze hernoemd naar Viacom, Inc., waardoor in feite Viacom is afgesplitst van CBS in plaats van andersom.
CBS Corp bezit sinds de opsplitsing onder andere de Columbia Broadcasting System en United Paramount Network-televisienetwerken, CBS Television Stations (voorheen Viacom Television Stations Group), CBS Radio, CBS Outdoor (voorheen Viacom Outdoor), de CBS, CBS Paramount Television en King World-televisieproductie bedrijven. Hiernaast beheert CBS nu ook Showtime, Simon & Schuster en Paramount Parks. Viacoms belangrijkste onderdelen zijn tegenwoordig MTV Networks, Nickelodeon, BET, Paramount Pictures en Famous Music.
CBS Corporation richt zich sinds de opsplitsing voornamelijk op televisie en consumentenproducten, terwijl Viacom zich meer richt op populaire televisie, muziek en films.
In september 2013 werd CBS Outdoor gekocht door de private-equity-investeerder Platinum Equity. Platinum Equity betaalde US$ 225 miljoen voor de CBS Outdoor activiteiten in Europa en de Volksrepubliek China. In januari 2014 besloot de nieuwe eigenaar de naam CBS Outdoor te wijzigen in Exterion Media.
In maart 2018 is CBS Radio afgestoten. Alle aandeelhouder van CBS Corporation kregen een evenredig aandelenbelang in het afgesplitst CBS Radio. Na deze transactie ligt de focus van CBS Corporation volledig op beeld. In 2015 behaalde CBS Radio nog een omzet van US$ 1,2 miljard, maar de inkomsten staan al jaren onder neerwaartse druk.
In augustus 2019 maakten CBS Corporation en Viacom plannen bekend om weer samen te gaan. Dertien jaar geleden werden de bedrijven opgesplitst, maar nu voegt hun gezamenlijke eigenaar hen weer samen. Het fusiebedrijf, dat ViacomCBS gaat heten, wordt met een gecombineerde jaaromzet van US$ 28 miljard een van de grootste mediaconglomeraten van de wereld. In het portfolio van ViacomCBS zitten onder meer filmstudio Paramount Pictures, muziekzender MTV en de Nickelodeon Group. Daarnaast bezitten CBS en Viacom nog tal van andere tv-zenders, websites, productiehuizen en uitgeverijen. Op 4 december 2019 is de fusie gerealiseerd.